# Donald Bailey (Schlagzeuger)
Donald „Duck“ Orlando Bailey (* 26. März 1934 in Philadelphia, Pennsylvania; † 15. Oktober 2013) war ein US-amerikanischer Jazz-Schlagzeuger.
Bailey war Autodidakt und wurde als Schlagzeuger des Organisten Jimmy Smith bekannt, mit dem er zwischen 1955 und 1964 arbeitete und mehrere Alben bei Blue Note einspielte. Bis Mitte der 1970er-Jahre wirkte er in Los Angeles, danach fünf Jahre (bis 1982) in Japan, wo er mit einem Trio spielte, mit dem er ein Album als Bandleader aufnahm; dabei spielte er auch Mundharmonika. 1999 erschien sein Album Voyage. Nach seiner Rückkehr in die USA lebte er in Oakland.
Seit den 1950er-Jahren war Bailey ein gesuchter Begleitmusiker. Er spielte Aufnahmen u. a. mit George Braith, Harold Land, Sonny Rollins, Hampton Hawes, George Benson, Sarah Vaughan und Carmen McRae ein.